# Archidiecezja Pizy
Archidiecezja Pizy – łac. Archidioecesis Pisana – archidiecezja Kościoła rzymskokatolickiego we Włoszech, w regionie kościelnym Toskania. Jest główną diecezją metropolii Pizy. Została erygowana w IV wieku. 21 kwietnia 1092 została podniesiona do rangi archidiecezji.

## Lista Arcybiskupów i Biskupów Archidiecezji Pizy(niepełna)
- Gaudentius, obecny podczas Synodu w Rzymie (313)
- St. Senior (410)
- Joannes (493)
- nieznany, zaangażowanyw spór o Trzy Dzieła (556)
- Alexander (648)
- Maurianus (680)
- Nieznany, uwięziony przez Karola Wielkiego podczas oblężenia Pawii (774)
- Theodorico (909–911)[2]
- Wolfgherio (920–927)[2]
- Zenobio (930–954)[2]
- Grimaldo (958–965)[2]
- Alberico (967–985)[2]
- Raimberto (987–996)[2]
- Guido (1005–1012)[2]
- Azzone (1015–1031)[2]
- Oppizo (Opizio) (1039–1059)[2]
- Guido (1061–1076)[2]
- Landolfo (1077–1079)[2]
- Gerardo (Gerard) (1080–1085)[2]
- Vacant (1085–1088)
- Daimbert (1088–1105), pierwszy Arcybiskup i drugi łaciński patriarcha Jerozolimy
- Pietro Moriconi (1105–1119)
- Azzone (1119–1121)[2]
- Rogerio Ghisalbertini (1123–1131)[2]
- Uberto Rossi Lanfranchi (1133–1137)
- Baldwin z Pizy OCist (1138–1145)
- Villano Gaetani (1146–1175)
- Ubaldo Lanfranchi (1176–1208)
- Lotario Rosario (1208)
- Vitale (1217)
- Federico Visconti (1254)
- Ruggieri degli Ubaldini (1278)
- Teodorico Ranieri (1295)
- John of Polo (Giovanni de Polo) (1299)
- Oddone della Sala OP (1312)
- Simone Saltarelli OP (1323)
- Giovanni Scarlatti (1348)
- Francesco Moricotti Prignani
- Lotto Gambacorta (1381)
- Alamanno Adinari (1406)

...
- Cosimo Corsi (19 grudnia 1853 – 7 października 1870)
- Paolo Micallef (1871–1883)
- Ferdinando Capponi (8 marca 1883 – 21 marca 1903)
- Pietro Maffi (22 czerwca 1903 – 17 marca 1931)
- Gabriele Vettori (6 lutego 1932 – 2 lipca 1947)
- Ugo Camozzo (13 stycznia 1948 – 22 września 1970)
- Benvenuto Matteucci (2 stycznia 1971 – 7 czerwca 1986)
- Alessandro Plotti (7 czerwca 1986 – 6 kwietnia 2008)
- Giovanni Paolo Benotto (6 kwietnia 2008 – 6 lutego 2025))
- Saverio Cannistrà OCD (11 maja 2025 – nadal)